# John Watts de Peyster, Jr.
John Watts de Peyster, Jr. (* 2. Dezember 1841 in New York City; † 12. April 1873 ebenda) war ein Offizier der Union Army während des Amerikanischen Bürgerkrieges. Sein Vater war Major General John Watts de Peyster Sen.

## Leben und Wirken
Während seines Studiums an der Columbia Law School entschied sich de Peyster im März 1862, als Freiwilliger mit seinem Großcousin General Philip Kearny in den Krieg zu ziehen. Nachdem Kearny in der Schlacht von Chantilly gefallen war, trat de Peyster im Juni 1862 dem 11. New York Cavalry Regiment als Lieutenant bei, wurde aber im selben Monat ausgemustert und trat der 1. New York Light Artillery als Major bei. Dort diente er bis 1863, als er den Truppen von General John J. Peck beitrat.
Wegen einer mehrere Monate dauernden schweren Krankheit konnte er bis Ende 1863 nicht ins Feld. Wegen seiner Dienste in der Chancellorsville-Campagne und der Schlacht von Fredericksburg wurde er zum Colonel befördert. Er blieb bis zum Sommer 1864 bei der Armee, als seine zunehmende Körperschwäche ihn zum Rücktritt zwang. Er wurde 1865 zum Brevet Brigadier General der Freiwilligen befördert. Seine Brüder Frederic und Johnston de Peyster dienten während des Krieges auch.